# Diego Tristán
Diego Tristán Herrera, španski nogometaš, * 5. januar 1976, La Algaba, Španija.
Igral je za klube: West Ham United, Real Betis, RCD Mallorca,  Deportivo in Livorno.